# Osborne Reynolds
Osborne Reynolds (/ˈrɛnəldz/; 23 tháng 8 năm 1842 – 21 tháng 2 năm 1912) là một nhà sáng tạo nổi bật trong lĩnh vực động lực họng chất lưu. Một cách riêng biệt, các nghiên cứu của ông về sự truyền nhiệt giữa chất rắn và chất lỏng đã đưa ra cải tiến trong thiết kế nồi hơi công nghiệp và bình ngưng. Ông đã dành toàn bộ sự nghiệp ở  Đại học Manchester.

## Cuộc đời

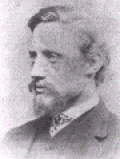
Osborne Reynolds

Osborne Reynolds sinh ra ở Belfast và chuyển cùng với cha mẹ ngay sau đó đến Dedham, Essex. Cha ông làm hiệu trưởng trường học và giáo sĩ, nhưng cũng là một nhà toán học quan tâm đến cơ học. Cha ông đã đưa ra một số bằng sáng chế để cải tiến thiết bị nông nghiệp, và con ông đã công nhận ông là thầy giáo lúc nhỏ. Osborne Reynolds học tại Đại học Queens' Collegem Cambridge và tốt nghiệp năm 1867 với danh hiệu học sinh có điểm toán cao thứ bảy. Năm 1868 ông là giáo sư cơ khí ở Cao đẳng Owens ở Manchester (bây giờ là trườn đại học Manchester), trở thành một trong những người đầu tiên của lịch sử đại học Vương Quốc Anh đạt danh hiệu "Giáo sư Kỹ thuật".

## Cơ học chất lưu

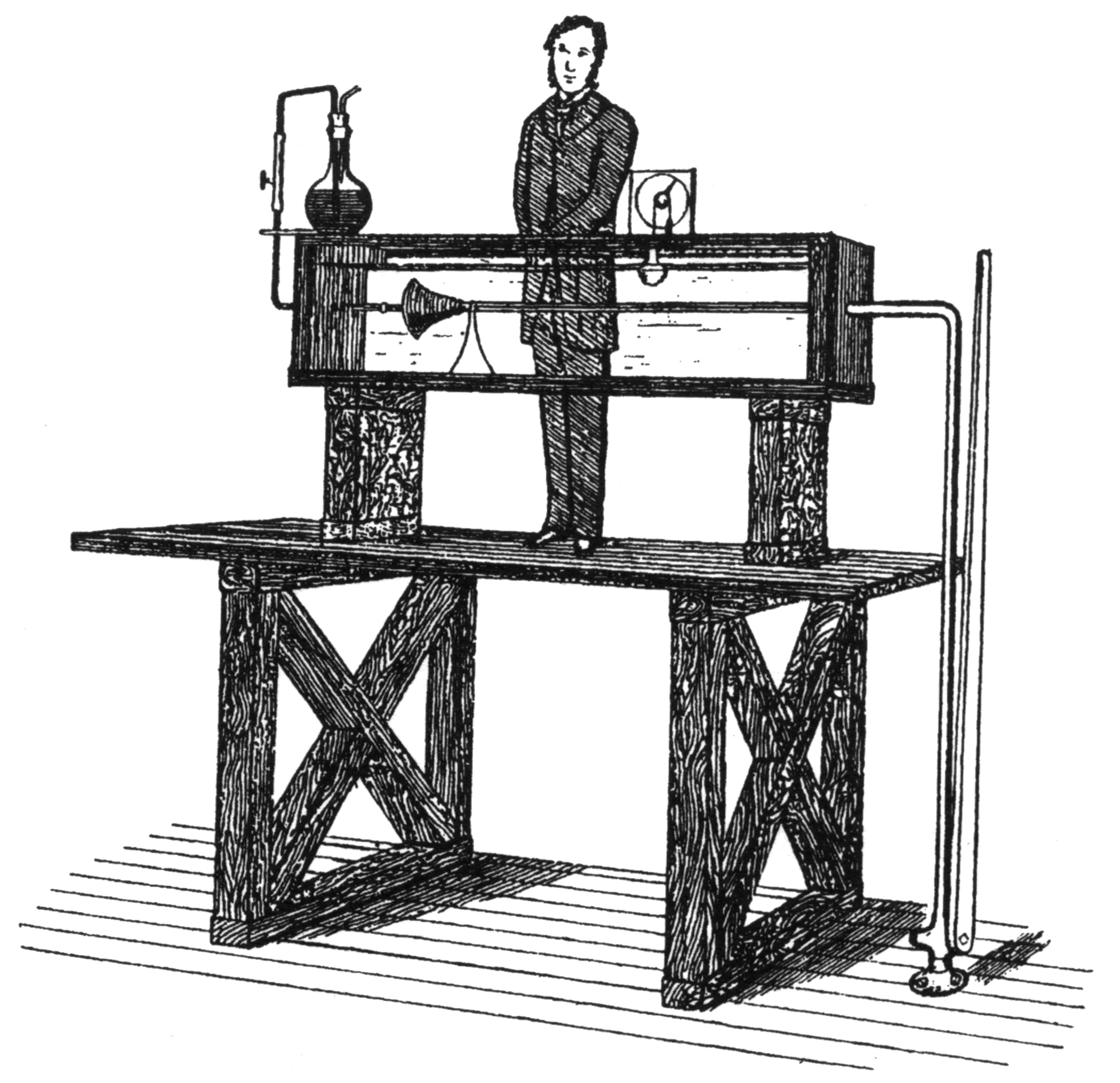
Thí nghiệm của Reynolds về động lực học chất lưu trong ống

Quan sát của Reynolds về tính chất dòng chảy

Reynolds nổi tiếng nhất về nghiên cứu những điều kiện mà dòng chảy nhiều chất lỏng trong ống chuyển đổi từ dòng chảy tầng sang dòng chảy rối. 
Năm 1883 Reynolds đã chứng minh sự chuyển đổi thành dòng chảy rối qua một thí nghiệm trong đó ông đã kiểm tra hành vi của nước chảy với các tốc độ khác nhau giá bằng cách sử dụng một vòi phun nước nhuộm nhỏ bơm vào trung tâm của dòng chảy trong một ống lớn hơn.
Ông lớn hơn được làm bằng kính nên hành vi của dòng chảy nước nhuộm có thể được quan sát, và ở cuối ống có một van để thay đổi vận tốc nước bên trong ống. Khi tốc độ thấp, lớp nước nhuộm vẫn riêng biệt trong toàn bộ chiều dài của cái ống. Khi tốc độ được tăng lên, lớp nước nhuộm vỡ ra ở một thời điểm nhất định và khuếch tán toàn bộ mặt cắt chất lỏng. Thời điểm mà nó xảy ra là thời điểm chuyển đổi từ dòng chảy tầng sang rối.
Từ những thí nghiệm này số Reynolds không thứ nguyên được đưa ra—tỷ lệ của lực quán tính trên lực nhớt. Reynolds cũng có đề xuất cái mà bây giờ được gọi là phương trình trung bình Reynolds Navier-Stokes của dòng chảy rối, trong đó các đại lượng như vận tốc được thể hiện bằng tổng của các thành phần thay đổi và trung bình. Phép trung bình này cho phép mô tả 'khối' của dòng chảy rối, ví dụ bằng cách sử dụng phương trình trung bình Reynolds Navier-Stokes.
Đóng góp của Reynolds cho cơ học chất lưu vẫn được sử dụng trong kết kế tàu ("kiến trúc sư hải quân"). Khả năng để làm một mô hình tàu cỡ nhỏ, và đưa ra dữ liệu dự đoán hữu ích đối với tàu cỡ lớn, trực tiếp phụ thuộc vào làm thực nghiệm áp dụng quy tắc rối Reynolds trong tính toán ma sát kéo, cùng với một đúng ứng dụng của William Froude về lý thuyết năng lượng và truyền sóng hấp dẫn. Reynolds đã có những bài viết về thiết tàu xuất bản ở Viện kiến trúc sư Hải quân.